# Попудня
Попу́дня — село в Україні, в Монастирищенській міській громаді Уманського району Черкаської області. Розташоване за 19 км на південний схід від міста Монастирище. Населення становить 861 особа. 

## Галерея

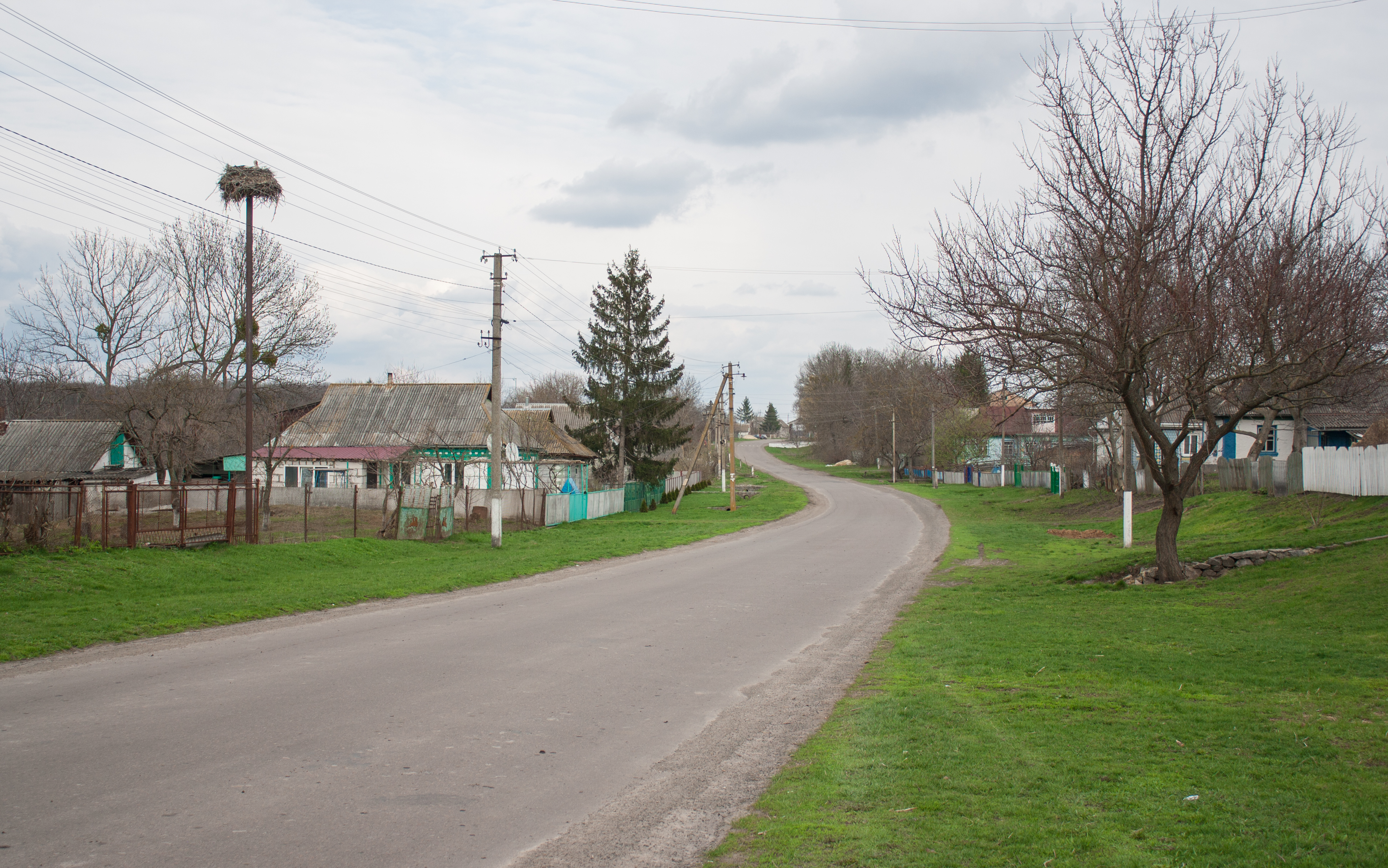
Вулиця Шевченка
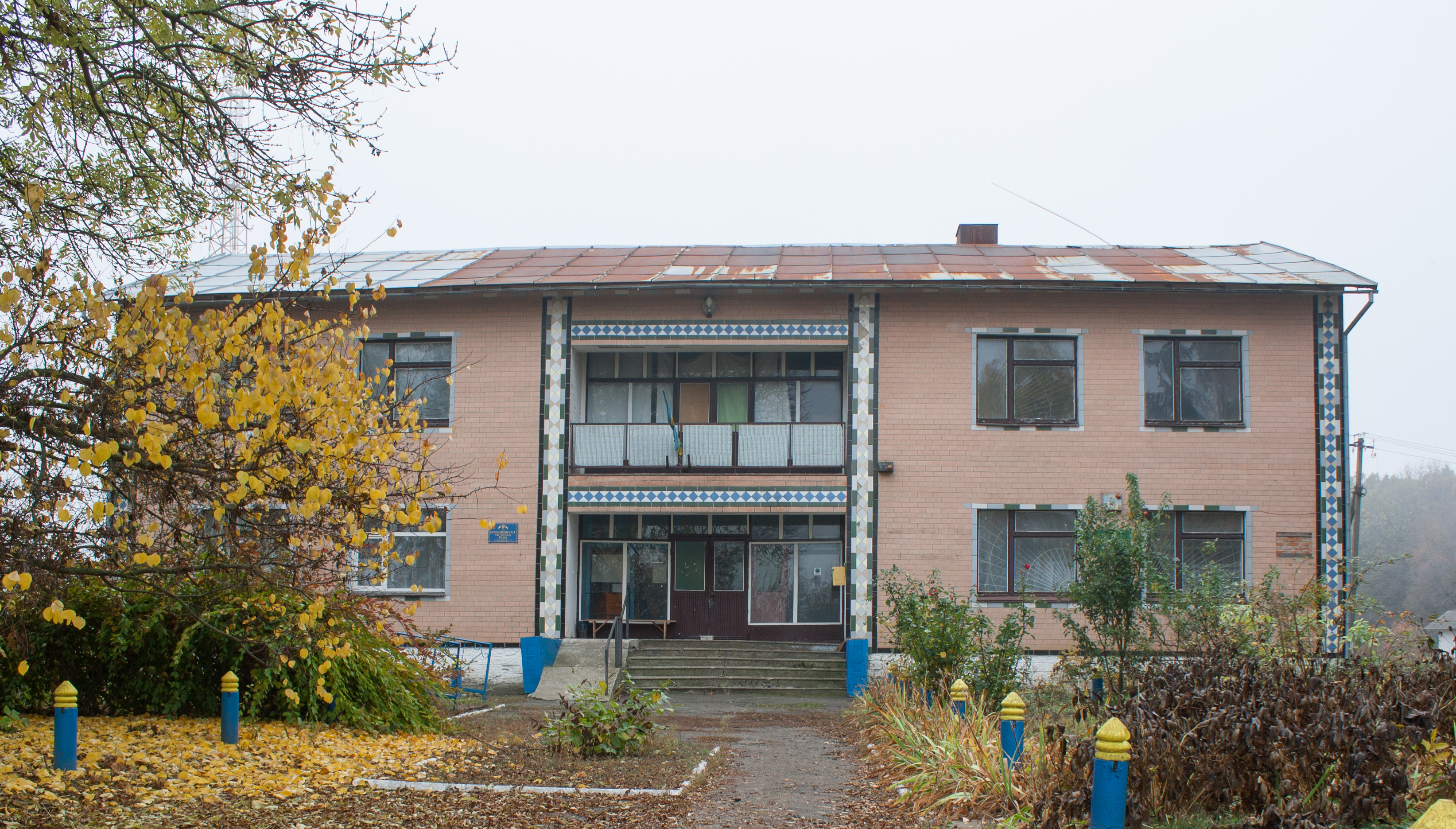
Сільська рада
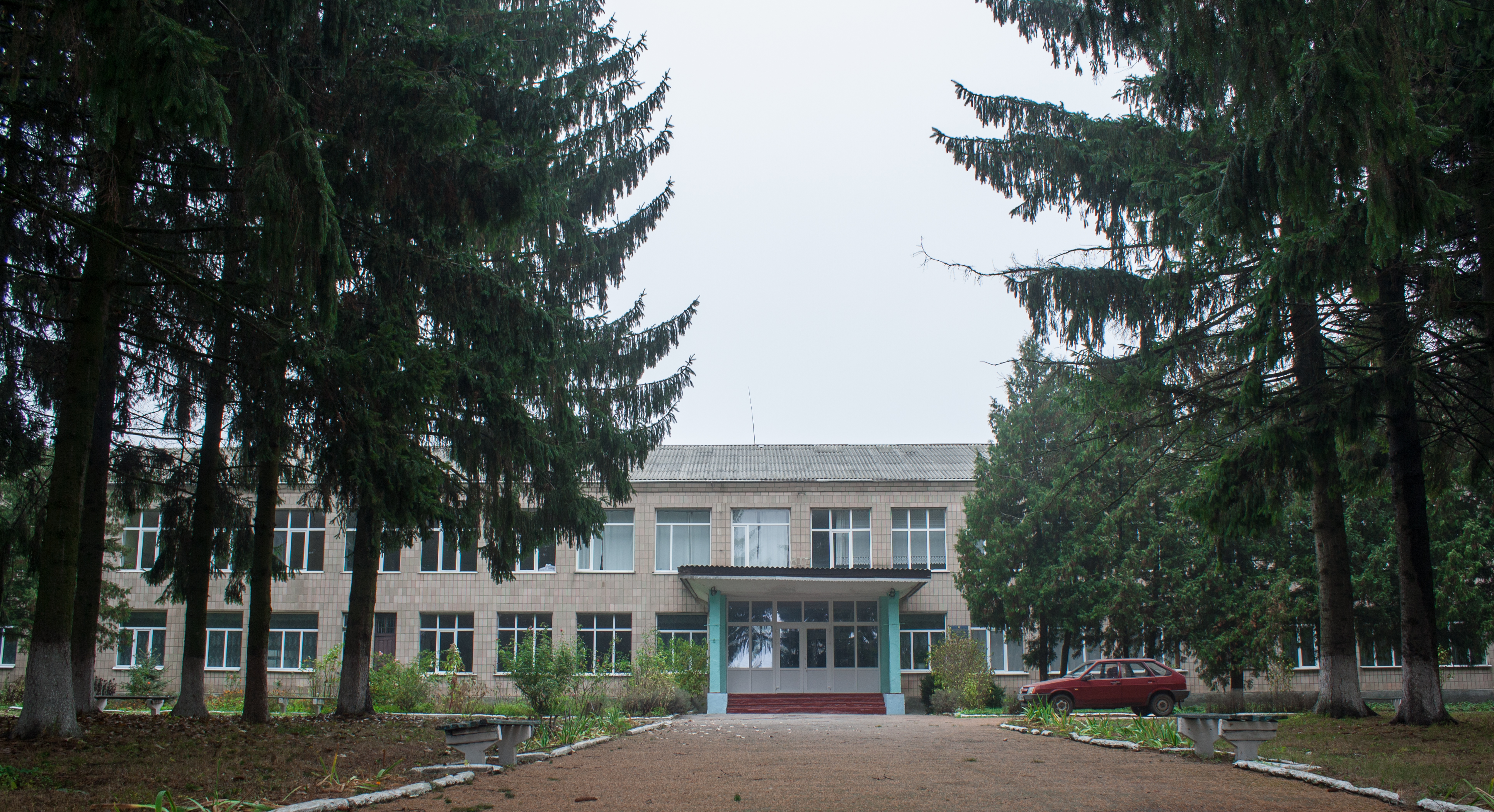
Школа
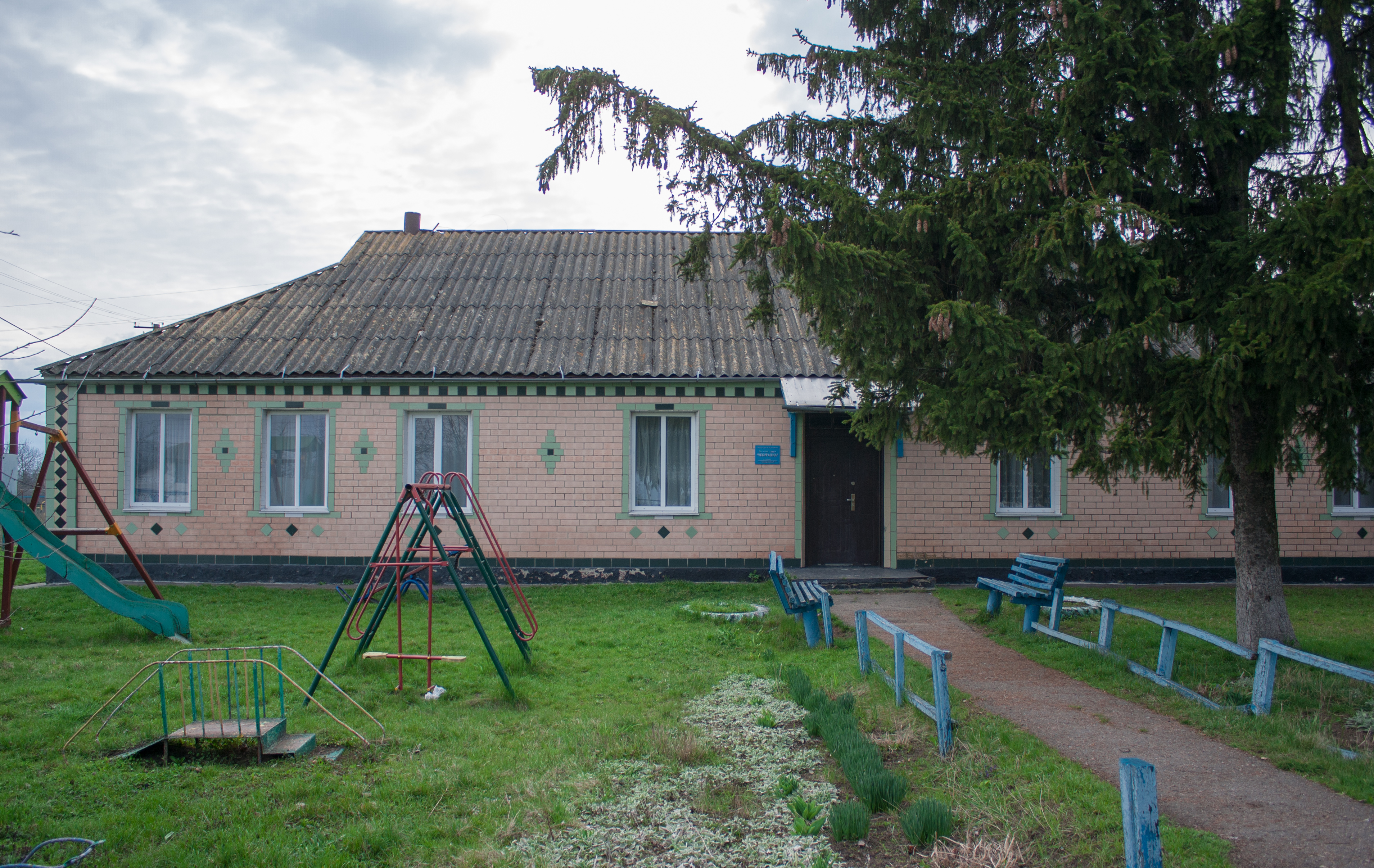
Дитсадок
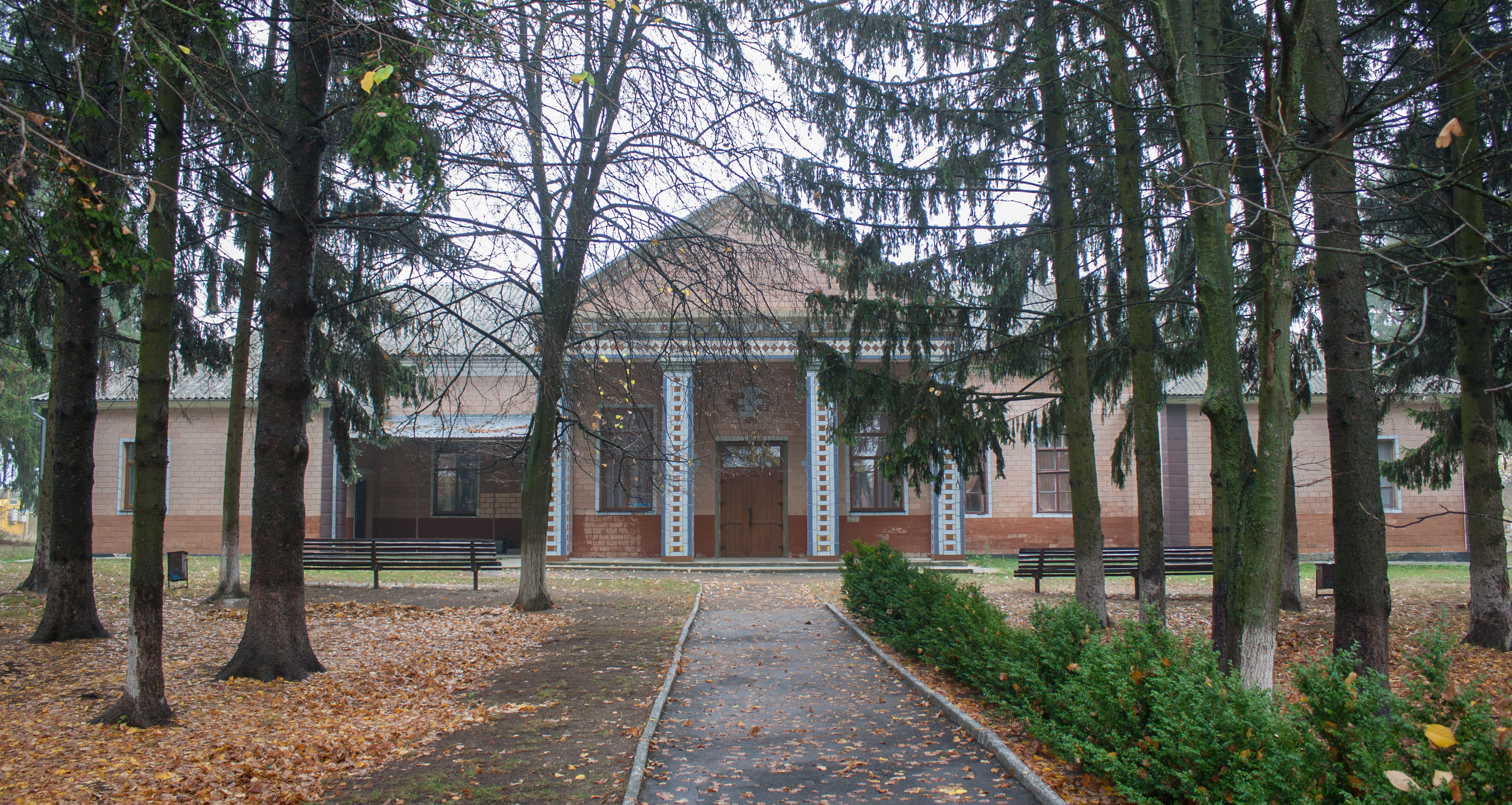
Будинок культури
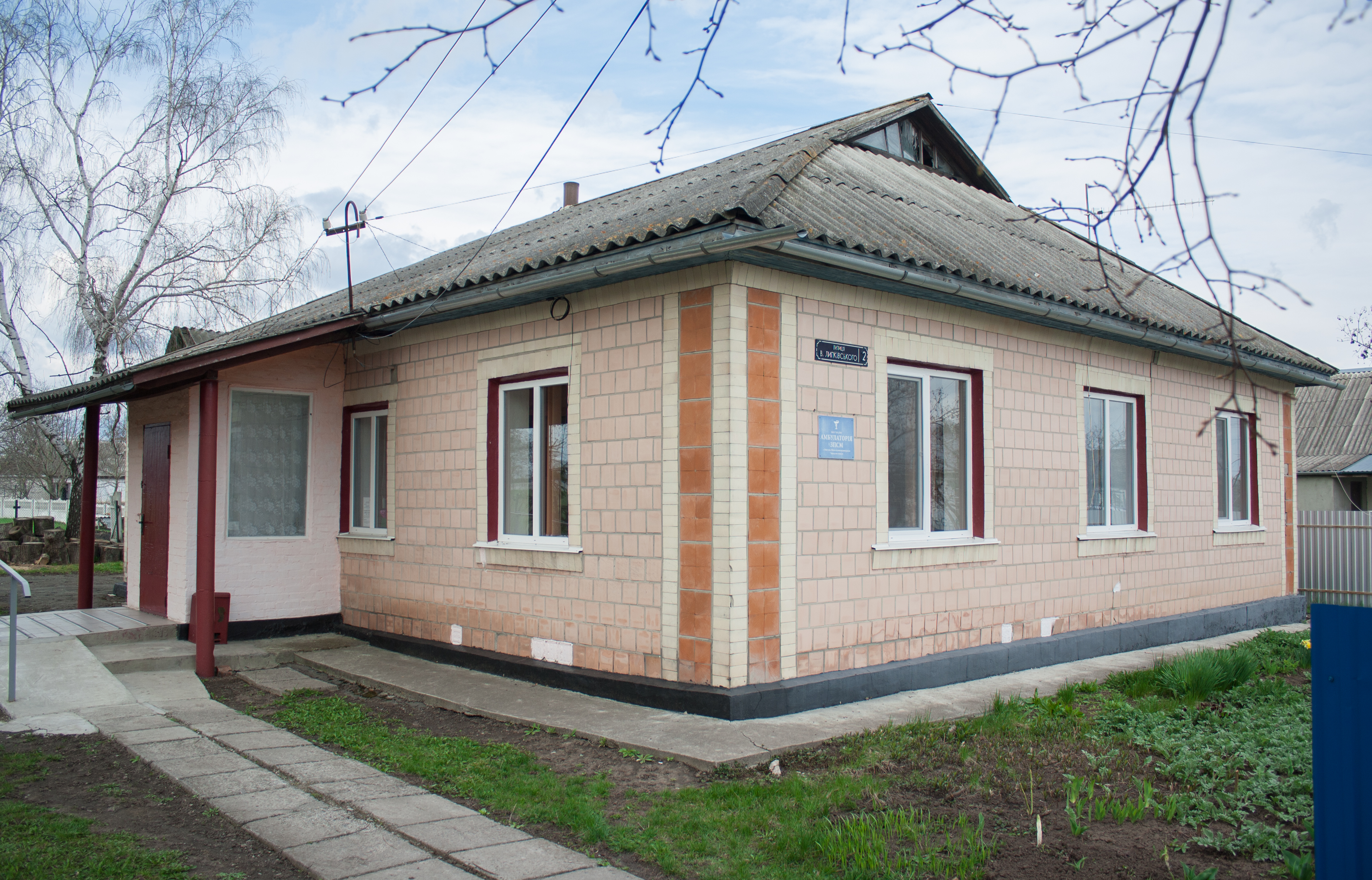
Амбулаторія
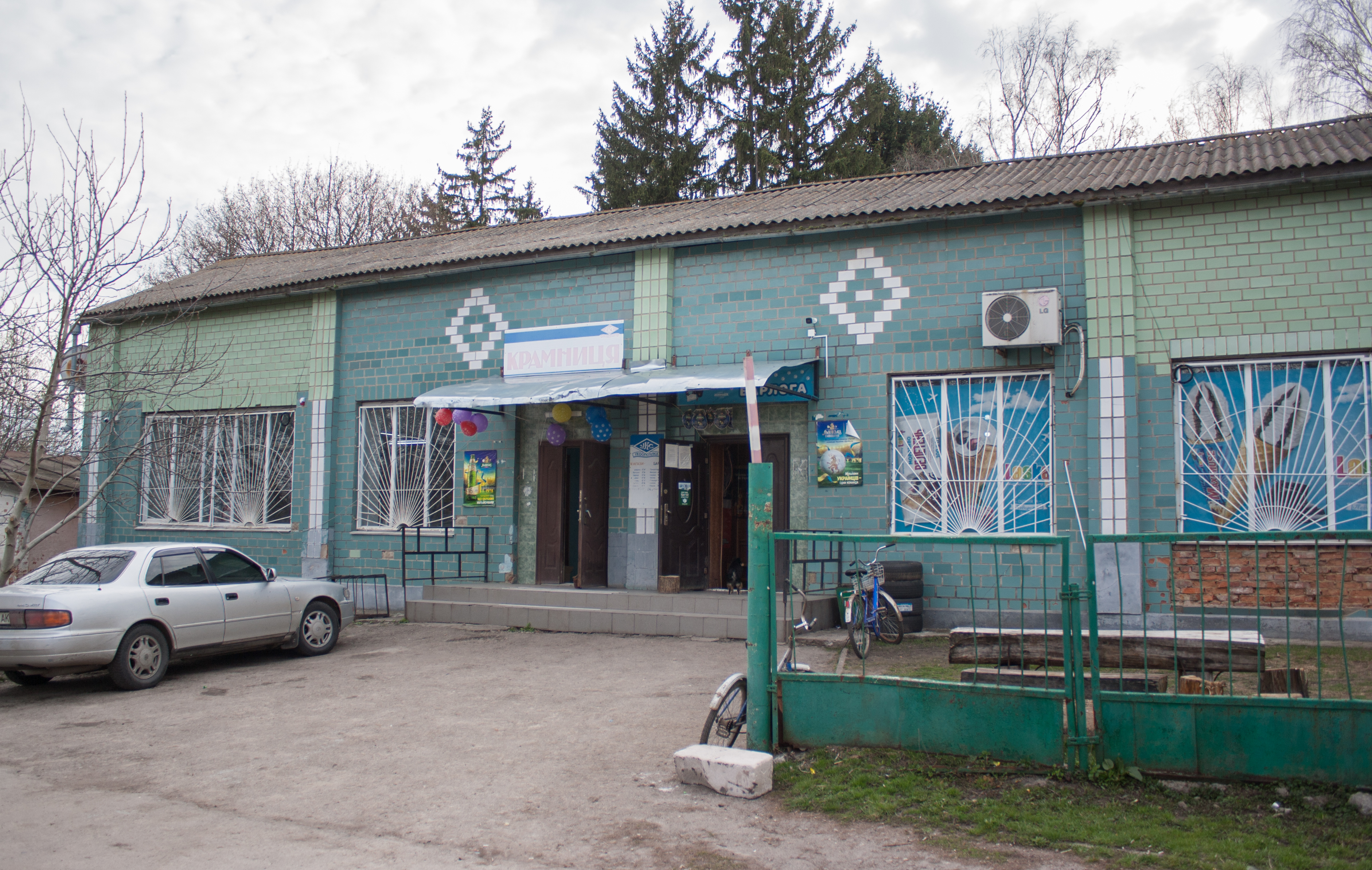
Магазин
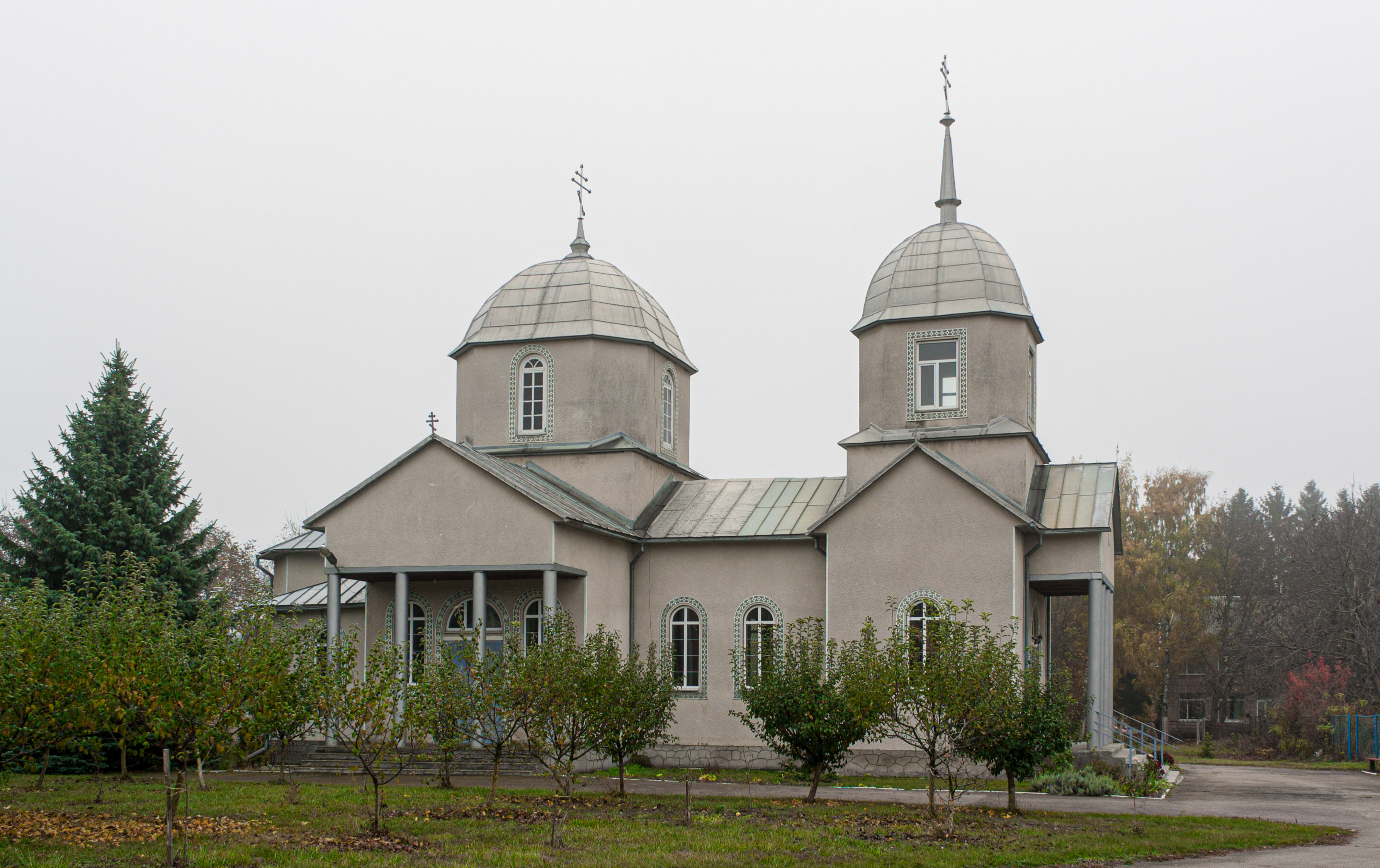
Церква
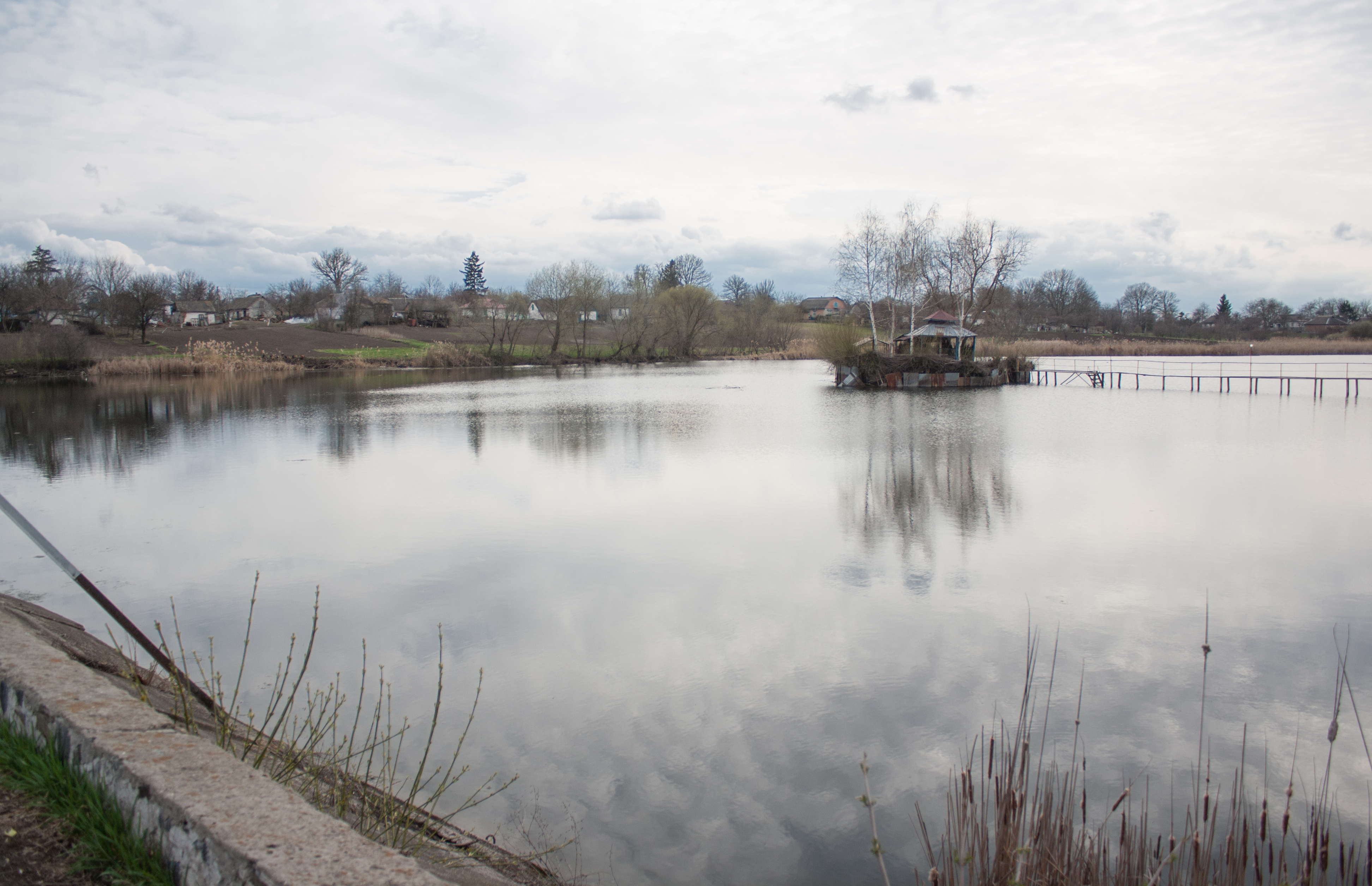
Ставок
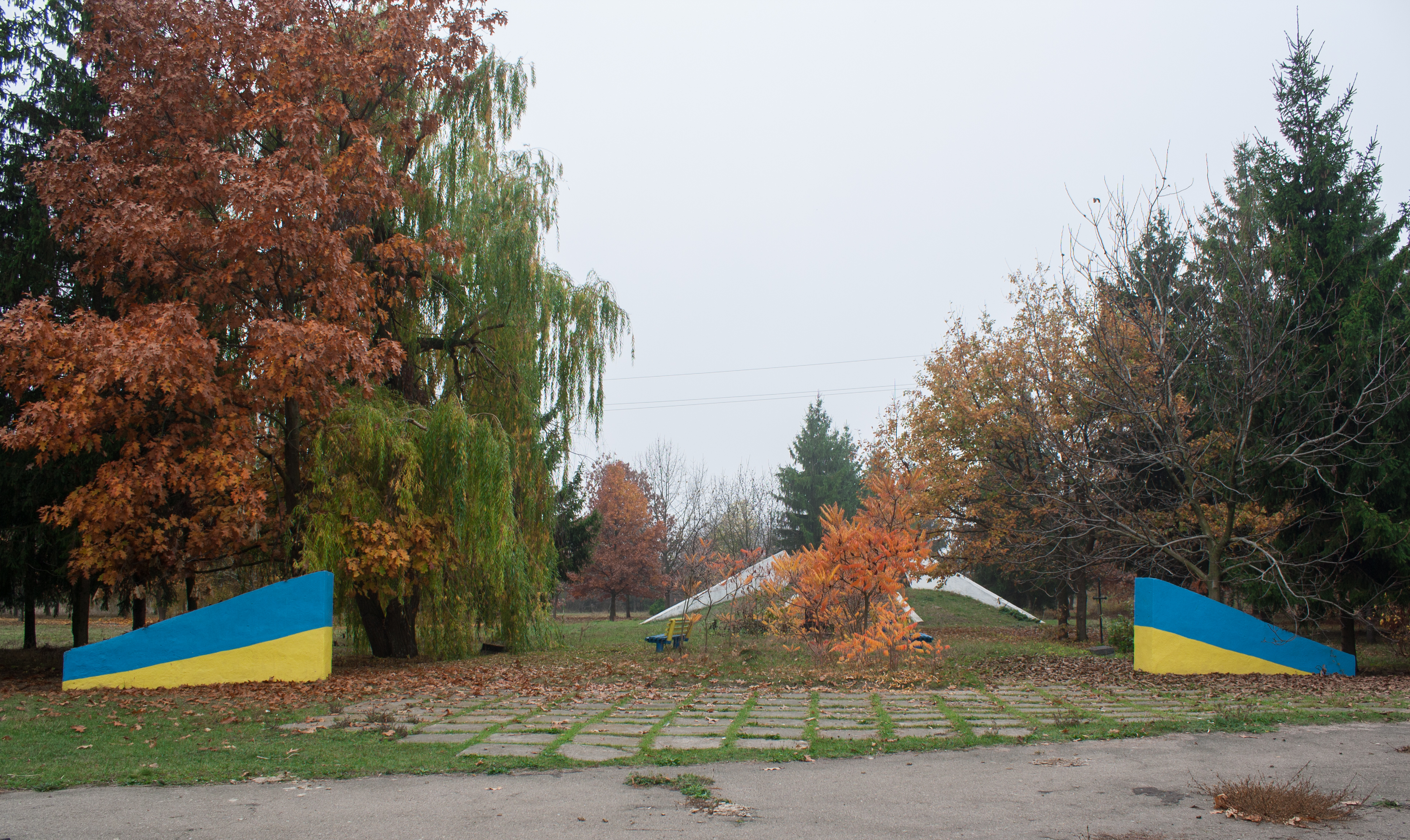
Парк "Пам'ять"
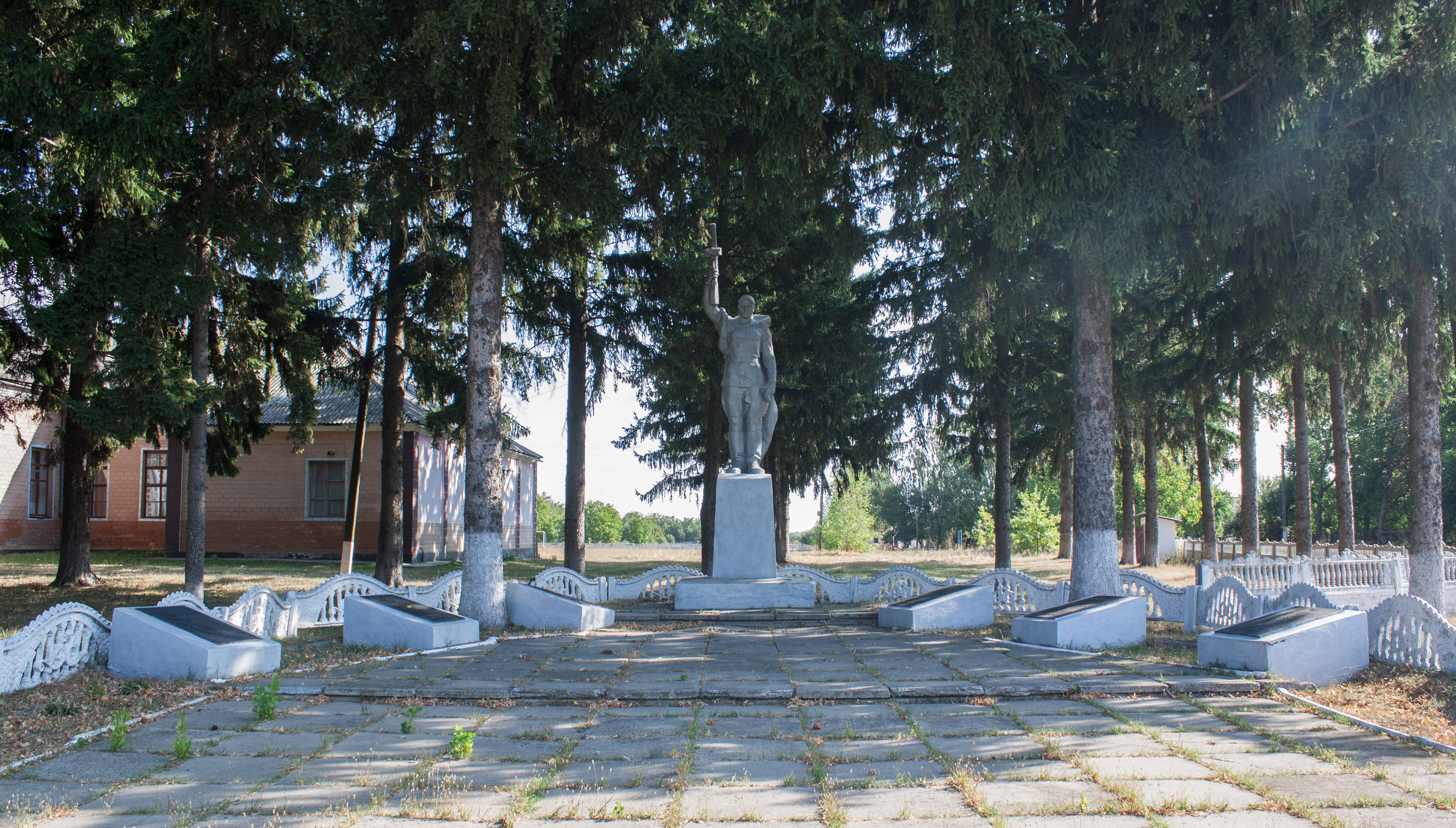
Пам'ятник воїнам-односельцям
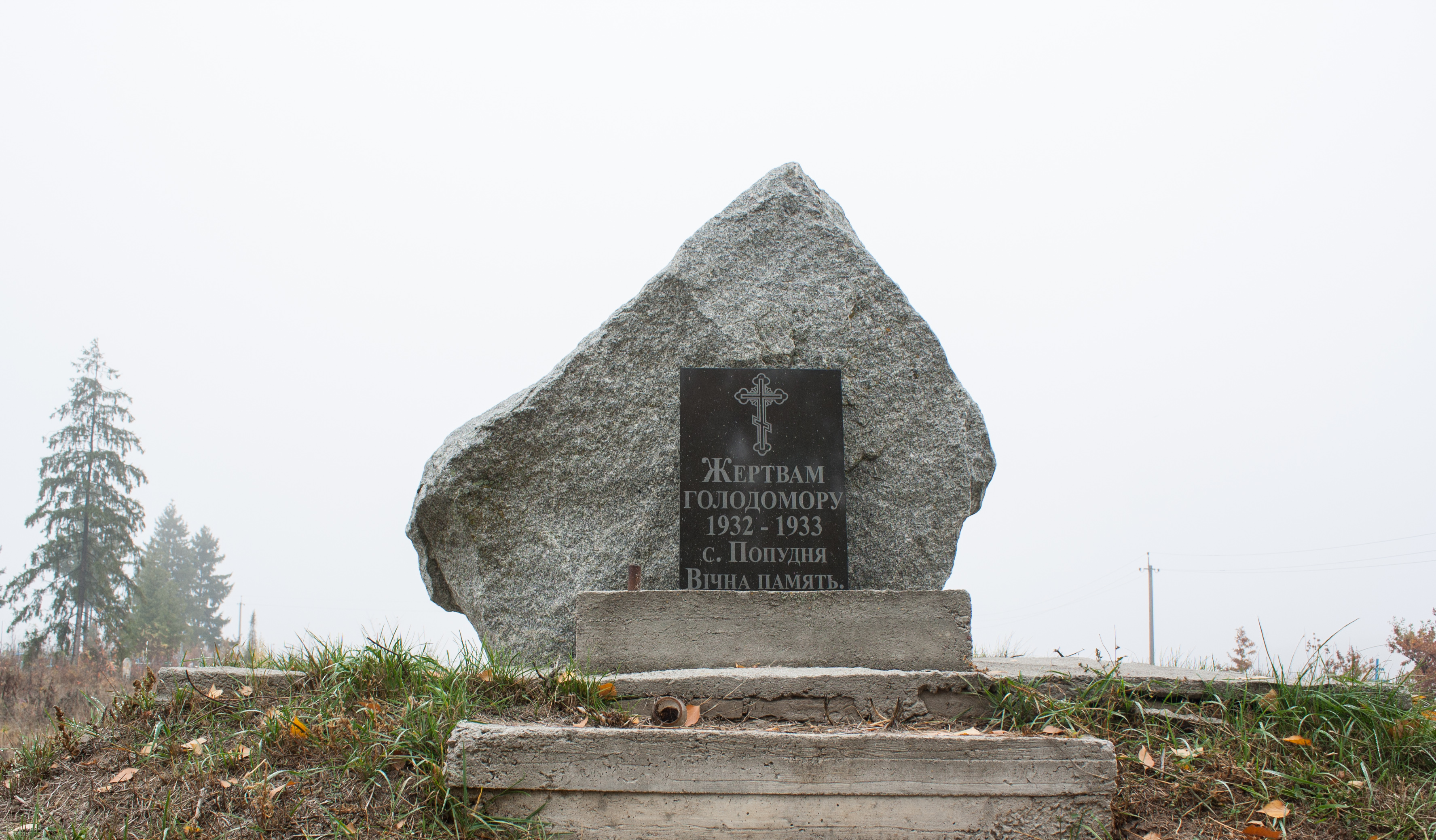
Пам'ятний знак жертвам Голодомору
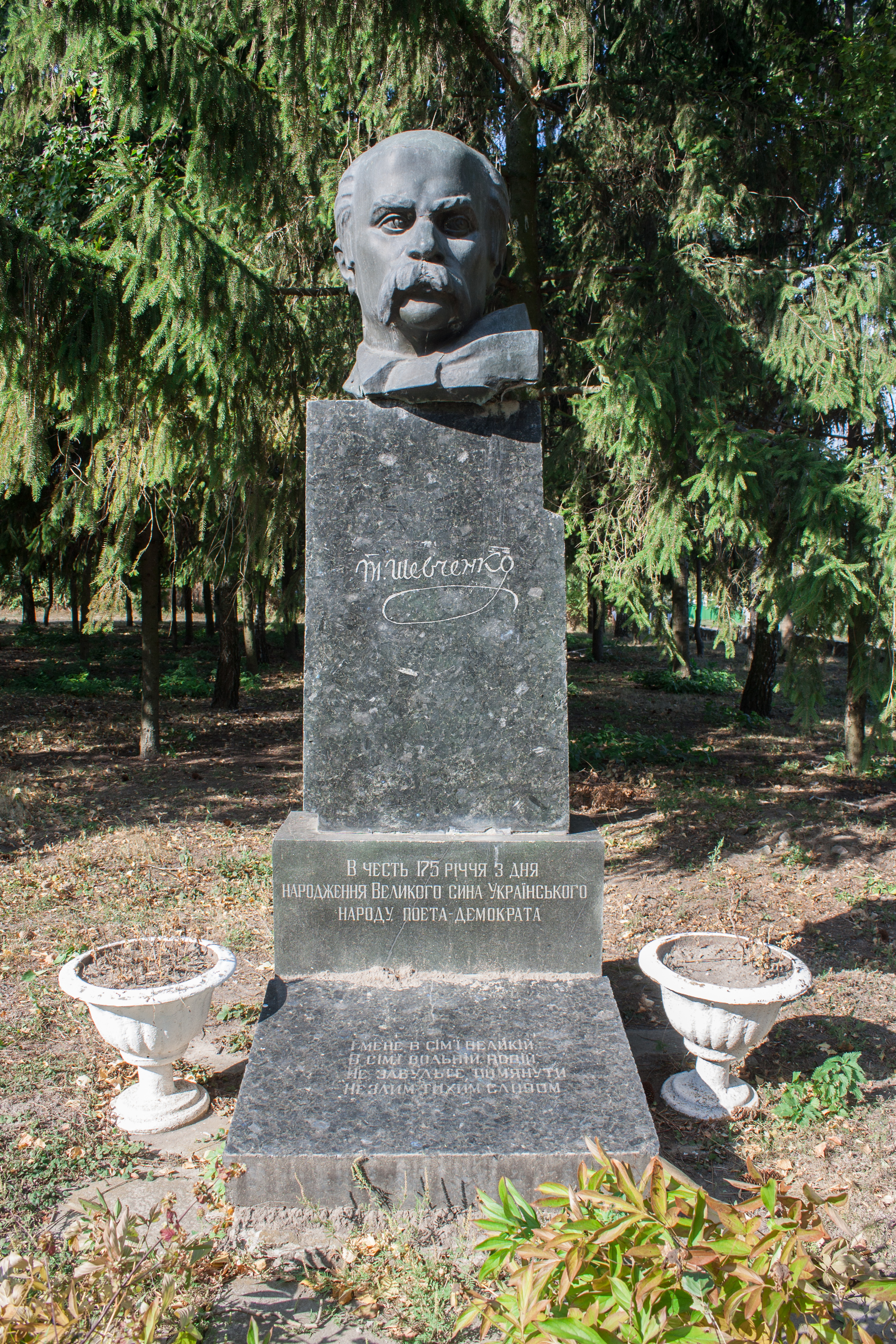
Пам'ятник Т.Г. Шевченку
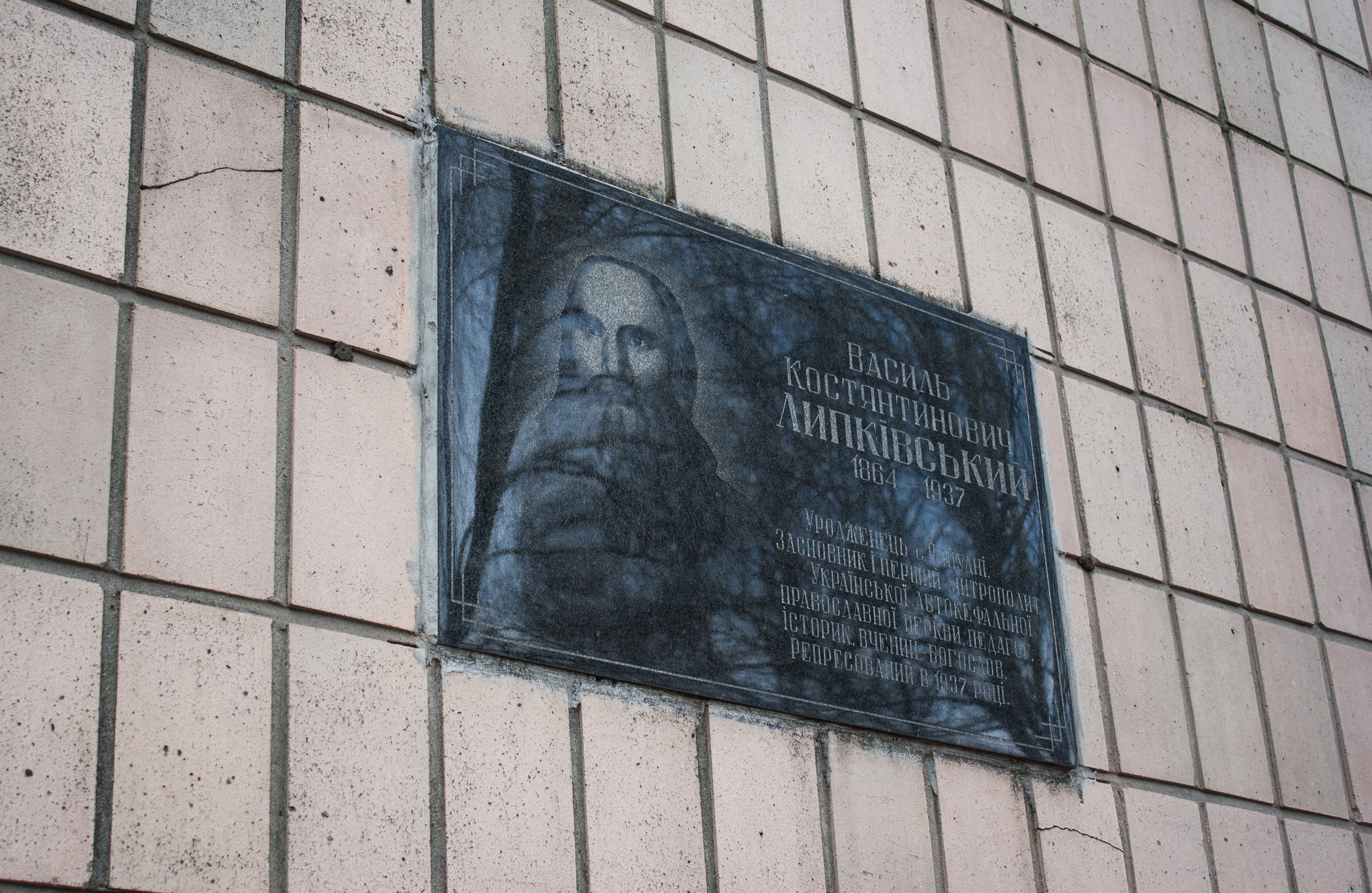
Меморіальна дошка Василю Липківському

## Відомі люди
- Василь (Липківський) (1864—1937) — український релігійний діяч, церковний реформатор, проповідник, педагог, публіцист, письменник і перекладач, борець за автокефалію українського православ'я, творець та перший митрополит Київський і всієї України відродженої у 1921 році Української Автокефальної Православної Церкви.